# Boucle de l'Artois
De Boucle de l'Artois is een meerdaagse wielerwedstrijd in het Franse departement Pas-de-Calais. Tot en met 2004, met de uitzondering van de editie van 1997, was het een wielerwedstrijd voor amateurrenners. Sinds 2005 maakt de wedstrijd deel uit van de UCI Europe Tour. Pas sinds 2008 is het meerdaagse wielerwedstrijd die in dat jaar door de UCI wordt gequoteerd in de categorie 2.2. In 2010 werd de wedstrijd terug uit de UCI-kalender geschrapt en maakt de wedstrijd enkel nog deel uit van de nationale kalender.

## Erelijst
| Jaar | Eerste                             | Tweede                             | Derde                              |
| ---- | ---------------------------------- | ---------------------------------- | ---------------------------------- |
| 1990 | William Pérard                     | Laurent Eudeline                   | Éric Lavaud                        |
| 1991 | Jean-François Laffillée            | Franck Morelle                     | Philippe Lauraire                  |
| 1992 | Laurent Davion                     | Jean-François Laffillée            | Claude Lamour                      |
| 1993 | Didier Faivre Pierret              | Michel Lallouet                    | Hervé Boussard                     |
| 1994 | Danny In 't Ven                    | Franck Morelle                     | Fabrice Naessens                   |
| 1995 | Jean-François Laffillée            | Laurent Lefèvre                    | Jean-Michel Thilloy                |
| 1996 | Jean-Michel Thilloy                | Marc Streel                        | Alexei Nakazny                     |
| 1997 | Christophe Detilloux               | Carlo Meneghetti                   | Franck Morelle                     |
| 1998 | Jean-Michel Thilloy                | Ludovic Vanhee                     | Jean-Claude Thilloy                |
| 1999 | Jean-Michel Thilloy                | Jean-Claude Thilloy                | Gaël Moreau                        |
| 2000 | Olivier Lenaic                     | Renaud Dion                        | Stéphane Auroux                    |
| 2001 | Christophe Laurent                 | Guillaume Laloux                   | Carlo Meneghetti                   |
| 2002 | Noan Lelarge                       | Mattias Carlsson                   | Takehiro Mizutani                  |
| 2003 | Koen Das                           | Renzo Mazzoleni                    | Frédéric Mille                     |
| 2004 | Jussi Veikkanen                    | Kenny de Block                     | Yann Pivois                        |
| 2005 | Jérôme Bouchet                     | David Tanner                       | AlexAndré Sábalin                  |
| 2006 | Aleksandr Chatoentsev              | Sergej Kolesnikov                  | Médéric Clain                      |
| 2007 | Andrey Klyuev                      | René Jorgensen                     | Michael Reihs                      |
| 2008 | Timofej Kritski                    | Thomas Bodo                        | Martin Mortensen                   |
| 2009 | Sergej Firsanov                    | Dimitri Champion                   | Frank Vandenbroucke                |
| 2010 | Evaldas Šiškevičius                | Julien Belgy                       | Kévin Lalouette                    |
| 2011 | Pierre-Luc Périchon                | Samuel Plouhinec                   | Romain Guillemois                  |
| 2012 | Sylvain Blanquefort                | Gert Jõeäär                        | Guillaume Bonnet                   |
| 2013 | Fredrik Ludvigsson                 | Berden de Vries                    | André Steensen                     |
| 2014 | Thibault Nuns                      | Nico Denz                          | Bruno Armirail                     |
| 2015 | Håvard Blikra                      | Andris Smirnovs                    | Charalampos Kastrantas             |
| 2016 | Yoann Paillot                      | Nans Peters                        | Dylan Kowalski                     |
| 2017 | Benjamin Dyball                    | Samuel Plouhinec                   | Piotr Havik                        |
| 2018 | Romain Bacon                       | Fabien Schmidt                     | Adrià Moreno                       |
| 2019 | Louis Louvet                       | Sten Van Gucht                     | Maxime Chevalier                   |
| 2020 | Niet verreden door de Coronacrisis | Niet verreden door de Coronacrisis | Niet verreden door de Coronacrisis |
| 2021 | Niet verreden door de Coronacrisis | Niet verreden door de Coronacrisis | Niet verreden door de Coronacrisis |
| 2022 | Benjamin Marais                    | Antoine Devanne                    | Bastien Tronchon                   |
| 2023 | Pierre Thierry                     | Kaden Hopkins                      | Antonin Souchon                    |
| 2024 | Bjoern Koerdt                      | Léandre Huck                       | Louis Coqueret                     |
| 2025 | Lewis Bower                        | Matthew Fox                        | Sebastian Putz                     |

### Meervoudige winnaars
| Overwinningen | Renner                  | Land      | Jaren              |
| ------------- | ----------------------- | --------- | ------------------ |
| 3             | Jean-Michel Thilloy     | Frankrijk | 1996 + 1998 + 1999 |
| 2             | Jean-François Laffillée | Frankrijk | 1991 + 1995        |

### Overwinningen per land
| Overwinningen | Land                                                                                 |
| ------------- | ------------------------------------------------------------------------------------ |
| 20            | Frankrijk                                                                            |
| 4             | Rusland                                                                              |
| 3             | België                                                                               |
| 1             | Finland, Litouwen, Nieuw-Zeeland, Noorwegen, Oostenrijk, Zweden, Verenigd Koninkrijk |